# François de Bachod
François de Bachod, né v. 1501 et mort le 1er juillet 1568, à Turin, est un évêque de Genève du XVIIIe siècle. Nommé en 1556, il porte le nom de François III.
Le nom retenu par le catalogue épiscopal est François de Bachod,. On trouve cependant d'autres formes du patronyme comme le mentionne l'Encyclopédie Treccani : Bachaud, Bachodi, Bacodi, Baccodio. Bachaud (Bachodi) est la forme retenue par le site anglophone catholic-hierarchy.org.

## Biographie
La date de naissance de François de Bachod est fixée aux alentours de l'année 1501. Il est cependant originaire de Varey, en Bugey, dans une famille de la petite noblesse.
Il est docteur en droit civil et canonique. Il devient abbé de Saint-Rambert de Joux, puis d'Ambronay,. Vers 1550, il se trouve à Rome, où il est camérier secret du pape, puis notaire de la rote romaine sous Paul III. Il devient ensuite préfet de la daterie, prélat domestique et nonce apostolique, à Turin, auprès du duc de Savoie. Le pape Paul IV le nomme Légat a latere auprès du duc de Savoie, Emmanuel Philibert.
Après la mort de Philibert de Rye, Henri II, roi de France, qui occupe le duché de Savoie, nomme son cousin, Jacques de Savoie-Nemours, issu d'une la branche cadette de la maison de Savoie, à l'évêché de Genève. Cependant, le 27 juin 1556 pape a de son côté, nommé François de Bachod,. Henri II ratifie l'élection en 1556.
François de Bachod est à l'origine du transfert "provisoire" du siège de l'évêché dans la cité d'Annecy. Cependant, il réside principalement à Turin, auprès de la Cour savoyarde. À cause de ses diverses missions à l'étranger, c'est Jean de Peron, dominicain et auxiliaire de Lausanne, qui est le véritable administrateur du diocèse. François de Bachod assiste aux dernières sessions du concile de Trente.
François de Bachod meurt le 1er juillet 1568, à Turin. Son corps est inhumé dans une monument de marbre noir, dans la cathédrale de Saint-Jean.